# IIHF Challenge Cup of Asia 2011 (ženy)
IIHF Challenge Cup of Asia 2011 (ženy) byl turnaj v ledním hokeji žen, který se konal od 11. do 14. listopadu 2010 v hale Kirifuri Arena v Nikkó v Japonsku. Turnaje se zúčastnila tři družstva, která hrála jednokolově každé s každým, poté první dvě družstva hrála finále. Vítězství si připsali domácí hráčky Japonska před hráčkami Číny a Jižní Koreje.

## Výsledky

### Základní skupina
|    |             | Čína | Japonsko | Jižní Korea | V | VP | PP | P | VG | OG | B |
| F  | Čína        | ***  | 2:1      | 7:0         | 1 | 1  | 0  | 0 | 9  | 1  | 5 |
| F  | Japonsko    | 1:2  | ***      | 12:0        | 1 | 0  | 1  | 1 | 13 | 2  | 4 |
| 3. | Jižní Korea | 0:7  | 0:12     | ***         | 0 | 0  | 0  | 2 | 0  | 19 | 0 |

### Finále
|    | Finále   | Japonsko | Čína |
| 1. | Japonsko | ***      | 3:1  |
| 2. | Čína     | 1:3      | ***  |